# Remember December
«Remember December» (с англ. — «Вспомни декабрь») — песня, записанная американской актрисой и певицей Деми Ловато для её второго студийного альбома Here We Go Again, который вышел в 2009 году. Песню написала сама Ловато, в соавторстве с продюсером песни Джоном Филдсом и Энн Привен. Песня была выпущена в Европе в качестве второго и заключительного сингла из альбома 18 января 2010 года, лейблом Hollywood Records.
Песня записана в жанре пауэр-поп, с элементами техно и синти-попа, чем она отличается от предыдущих работ Деми в жанре поп-рок. Лирика песни повествует о девушке, которая хочет напомнить её парню о хороших временах в их отношениях и отговорить его от расставания. Сингл не пользовался коммерческим успехом, достигнув своего пика на 80-й строчке Британского синглового чарта. Продажи в США составляют 144 000 копий, согласно Nielsen SoundScan.

## Предыстория
В январе 2009 года Ловато начала писать песни для своего второго альбома, сразу после завершения съёмок первого сезона сериала «Дайте Санни шанс», где Ловато играет главную роль. В ходе записи Ловато сотрудничала с Энн Привен, с которой они написали три песни для альбома — «Solo», «Quiet» и «Remember December». Джон Филдс, который помогал в продюсировании её дебютного альбома Don’t Forget, выступил продюсером для всех трёх песен, как и для большей части альбома. «Remember December» была записана в студии Studio Wishbone в Лос-Анджелесе. В песне Уильям Оусли играет на гитарах, синтезаторах и исполняет бэк-вокал, а Дориан Крозье — на барабанах. Томми Барбарелла играет на синтезаторах, в то время как Кен Честейн занимался перкуссией. Филдс и Пол Дэвид Хагер микшировали записи. В интервью Джоселин Вене из MTV News Ловато сказала, что песня предназначена для «всех [её] девушек, которым нужно напоминать парням, что они облажались». В том же интервью она сказала, что эта песня отличается от их обычного поп-рок-звучания: 
Я люблю эту песню по многим причинам. У нее было другое звучание, чем у многих моих песен. Я отношусь к ней более лично, чем к другим песням, и мне так весело с ней. Я подумала, что если бы это мог быть сингл, было бы невероятно исполнять его всё время… Что выделяется в этой песне [так это то, что] я могу танцевать под нее и раскачиваться под неё, что в конечном счете и является моей целью. Я была взволнована, когда услышала еёо, потому что это воплощение того, куда я хочу идти в будущем.

## Композиция и лирика
«Remember December» — вдохновленная 1980-ми пауэр-поп-песня с влиянием синти-попа и поп-рока. Патрик Варин из The Observer-Dispatch отметил в ней «немного техно», а Фрейзер МакЭлпайн из BBC Music назвал лирику «капризным синти-попом». Критики сравнивали песню с работами рок-групп Paramore и The Veronicas. Согласно нотной записи, опубликованной на Musicnotes.com выпущенной Walt Disney Music Publishing, «Remember December» написана в хронометражном стиле с умеренной частотой ударов 112 ударов в минуту. Она написана в тональности Фа минор, а вокальный диапазон Ловато простирается от низкой ноты E♭4 до высокой ноты F5. Она имеет базовую последовательность F5-A♭5-D♭5 в качестве последовательности аккордов.
Песня начинается с того, что Ловато поет «Я чувствую приближение расставания / Потому что я знаю, ты хочешь двигаться дальше». В тексте песни главная гериня вспоминает о зимнем романе с такими строками, как «Я помню нас вместе / Мы обещали быть вместе всегда». Критик Los Angeles Times Маргарет Уопплер сочла песню «одой расставаниям» и отметила, что главная героиня просит своего своенравного парня вспомнить «хорошие времена» их отношений. В припеве она поёт «Не сдавайся, не сдавайся, не сдавайся», прежде чем попросить его вспомнить их «обещание навсегда». Ловато объяснила, что песня о «девушке, [которой] так много нужно сказать парню, и такое чувство, что он не слушает, и она хочет, чтобы он помнил всё, что у них было».

## Выпуск
«Remember December» был выпущен в качестве второго и последнего сингла из альбома Here We Go Again. Песня была впервые выпущена в скандинавских странах посредством цифровой загрузки 18 января 2010 года на лейбле Hollywood Records. Позже песня была выпущена в качестве CD-сингла и для цифровой загрузки в Великобритании 15 февраля 2010 года. Физический релиз включает клубный микс песни от Sharp Boys, в то время как цифровой релиз также включает радиоредакцию ремикса. После своего релиза 27 февраля 2010 года песня «Remember December» достигла 80-й строчки в Британском сингловом чарте.

## Отзывы критиков
Песня получила в целом положительные отзывы критиков. Критик из AllMusic Стивен Томас Эрлевайн назвал песню «хулиганским пауэр-попом». Эрлевайн также назвал песню одной из лучших в альбоме. Фрейзер МакЭлпайн из BBC Music оценил её на четыре звезды из пяти и написал: «Я уверен, что есть панк-рок-причина, по которой мы все должны собраться вместе и ненавидеть это, но, хоть убей, я просто не могу. Даже со странным произношением и глупыми текстами, это что-то». МакЭлпайн похвалил «грандиозный» припев и написал: «Кто-то в команде Ловато прислушался к музыкальным стилям Paramore и, возможно, предположил, что следующий логический шаг после благотворной диснейфикации Camp Rock-ом популярных песня могло бы быть что-то более исповедальное».
Коди Миллер из PopMatters положительно отозвался о песне, написав: «Когда появляется настоящий хук, как в „Remember December“, Ловато действительно вгрызается в него, ревет и воет с достаточной мелодрамой и бравадой, что действительно заставляет поверить [в] строки». Тамар Анитай из MTV Buzzworthy назвал трек пятой лучшей песней 2009 года, назвав его «самым сильным и лучшим» на Here We Go Again. Анитай написал: «„Remember December“ — это серьезное достижение, которое быстро становится очевидным, когда Деми все время за рулем — серьезно превышая скорость. Это идеальная демонстрация вокала Деми, выходящего за рамки [её] лет, и способности продавать песню, не приукрашивая ее». В более неоднозначном обзоре Ник Левайн из Digital Spy присудил ей три звезды из пяти и сказал, что в ней не хватает «оригинальных идей», но сказал, что у неё «по крайней мере, приличный припев». Левайн назвал её «поп-рок-топотом в стиле Veronicas» и похвалил вокал Ловато.

## Видеоклип
Режиссёром «Remember December» выступил Тим Уилер, который был сорежиссёром видеоклипов предыдущих синглов Ловато — «Here We Go Again» и «La La Land». Ловато дала интервью MTV News на съёмках клипа, где она заявила, что оно остаётся верным теме песни: «Музыкальное видео в некотором смысле связано с песней… И поэтому вместо того, чтобы иметь любовный интерес в этом видео, все дело в том, чтобы быть жестокой и вроде как брать всё под контроль, как девушка. Это как расширение прав и возможностей девушек. Да, дивы!». Она описала видео как «действительно, действительно глэм-рок». По словам Уилера, концепция видео заключалась в том, чтобы включить различные источники света и подсветку. Премьера клипа состоялась 12 ноября 2009 года и он был доступен для скачивания в iTunes Store 1 декабря 2009 года.
Музыкальное видео включает в себя три сцены в хронологическом порядке: В первой сцене Ловато выступает со своей группой на сцене, в костюме «Rock Chick» с чёрной кожаной курткой и перчатками с шипами. Во второй сцене Ловато со своими друзьями, которых изображали Меган Мартин, Анна Мария Перес де Тагле и Хлоя Бриджес (приглашенные звёзды готовящегося на тот момент к выходу на Disney Channel телевизионного фильма с участием Ловато «Camp Rock 2: Отчётный концерт»), проводят ночь на улицах Лос-Анджелеса. В третьей и последней сцене Ловато была одета в блестящую толстовку с капюшоном, стоя перед ярким светом.

## Выступления
Ловато впервые исполнила эту песню во время их летнего тура 2009 года, где она была спета ближе к концу шоу. Алтея Легаспи из Chicago Tribune написала, что песня «продемонстрировала её навыки рок-пения». Томас Кинтер из The Hartford Courant прокомментировал, что Ловато «немного расслабилась» с «Every Time You Lie» и вернулась к «полномасштабному вокальному реву» для «Remember December». Во время ряда рекламных выступлений в Соединенном Королевстве в начале 2010 года Ловато исполнила «Remember December» на «Шоу Алана Титчмарша» 29 января 2010 года. В сентябре 2011 года, она исполнила её во время концерта «An Evening with Demi Lovato». Это также была заключительная песня сет-листа во время тура A Special Night with Demi Lovato.

## Список композиций
| - CD-сингл 1. «Remember December» — 3:11 2. «Remember December» (Sharp Boys Club Mix) — 6:18 - Цифровая загрузка 1. «Remember December» — 3:12 | - Цифровое EP 1. «Remember December» — 3:12 2. «Remember December» (Sharp Boys Club Mix) — 6:19 3. «Remember December» (Sharp Boys Radio Edit) — 3:48 |

## Чарты
| Чарт (2010)                              | Высшая позиция |
| ---------------------------------------- | -------------- |
| Австралия (ARIA)                         | 422            |
| Шотландия (Official Charts Company)      | 70             |
| Великобритания (Official Charts Company) | 80             |

## История релиза
| Страна         | Дата релиза      | Формат(ы)                |
| -------------- | ---------------- | ------------------------ |
| Дания          | 18 января, 2010  | Цифровая дистрибуция     |
| Финляндия      | 18 января, 2010  | Цифровая дистрибуция     |
| Швеция         | 18 января, 2010  | Цифровая дистрибуция     |
| Норвегия       | 15 февраля, 2010 | Цифровая дистрибуция     |
| Великобритания | 15 февраля, 2010 | CD, цифровая дистрибуция |